# Show Low
Show Low è una città degli Stati Uniti d'America situata nell'Arizona, nella contea di Navajo.